# Maria Bolena
Maria Bolena, in inglese Mary Boleyn (Blickling Hall, 1499 circa – 19 luglio 1543), è stata una nobildonna inglese, dama alla corte Tudor di Enrico VIII, sorella della regina consorte Anna Bolena e zia della futura Elisabetta I.
Nata senza titolo, divenne Lady Maria Bolena nel 1529, quando suo padre acquisì il titolo di Conte di Wiltshire e Ormond.

## Biografia
Le informazioni sulla vita di Maria Bolena sono lacunose. Prima dell'ascesa al potere di sua sorella Anna, Maria era stata la persona più famosa della sua famiglia, grazie alla sua relazione adulterina con il re Enrico VIII, ancora oggi ritenuto da alcune fonti il possibile padre dei suoi figli. Vi è stato grande dibattito sull'anno preciso della sua nascita, Maria sarebbe nata attorno al 1499, mentre Anna sarebbe nata nel 1501 secondo alcuni storici, mentre nel 1507 secondo altri. In una lettera al ministro della regina Elisabetta I, Burghley, lord Hundson (nipote di Maria Bolena) rivendicava la contea di Ormond sulla base «della maggiore età di sua nonna rispetto alla sorella Anna».
Maria nacque a Blickling Hall da una famiglia fedele (per parte di padre, un Bolena) alla dinastia Tudor, ma allo stesso tempo legata (per parte di madre, una Howard) anche alla Casa di York. Sua madre era infatti Lady Elizabeth Howard, nipote del primo Duca di Norfolk, morto combattendo per Riccardo III di York contro Enrico VII Tudor.

### Il soggiorno in Francia
Nel 1514, Maria, all'incirca sedicenne, partì per la Francia come dama di compagnia della sorella di Enrico VIII, Maria Tudor, che andò in sposa al re Luigi XII. Alla morte del marito, nel 1515, Maria Tudor lasciò la Francia avendo sposato segretamente il nobile inglese Charles Brandon, suo antico spasimante, mentre Maria Bolena si trattenne alla corte di Parigi come dama della nuova regina Claudia di Francia.
Nel 1519 Maria tornò alla corte inglese con una reputazione già compromessa, a causa anche della sua nota relazione col re Francesco I di Valois, nata probabilmente attorno al 1517. Per il resto della sua vita, il sovrano francese si riferì a lei come alla "puledra inglese che lui e altri avevano spesso cavalcato" e "una grandissima ribalda, infame sopra tutte".

### Sposa, amante e madre

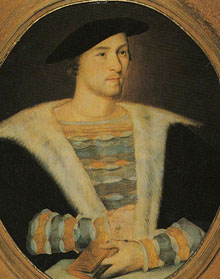
William Carey, primo marito di Maria Bolena.

Il 4 febbraio 1520 Maria, all'epoca poco più che ventenne, sposò William Carey, un giovane gentiluomo della camera privata del re. Sebbene egli fosse solo il terzo figlio di un nobile, e quindi un cadetto senza alcun titolo nobiliare, le sue funzioni lo portavano ad avere un contatto stretto e quotidiano col sovrano Enrico VIII. La sua collaborazione si sarebbe, quindi, rivelata preziosa per l'ascesa dei Bolena nelle grazie regali. Gli sposi ebbero dimora a corte, a diretto contatto con le informazioni politiche e con la possibilità di partecipare a tutte le manifestazioni del tribunale.
A circa due anni dal matrimonio Maria venne spinta dalla famiglia Bolena-Howard a diventare l'amante del re Enrico VIII, di cui rimase la favorita per circa quattro-cinque anni. In questo arco di tempo Maria ebbe due figli: Catherine nel 1524 e Henry nel 1526, quest'ultimo particolarmente somigliante al sovrano. Ma sulla paternità dei due bambini gli storici hanno dubbi: Enrico VIII, infatti, non li riconobbe mai (come invece fece con un altro figlio illegittimo, Henry Fitzroy, nato dalla relazione con Elizabeth Blount), facendo giungere alla conclusione che lui non ne fosse il padre.
Secondo un articolo di Anthony Hoskins, invece, entrambi i figli di Maria sarebbero stati concepiti con Enrico VIII, adducendo a prova di ciò diversi fatti, come le sovvenzioni e i doni al marito di Maria Bolena nel periodo tra il 1522 e il 1526; l'affettuoso interesse dimostrato dal sovrano nei confronti dei due ragazzi Carey anche dopo la caduta in disgrazia dei Bolena; la notevole rassomiglianza fisica tra il giovane Henry Carey; lo straordinario favore dimostrato loro da Elisabetta I e il regale funerale di Stato pagato da lei a entrambi.

### Il declino e le nuove nozze
Nel 1526 le attenzioni del re Enrico VIII si trasferirono da Maria alla sorella Anna. Maria, ormai abbandonata, non fu altro che un motivo d'imbarazzo per la sorella, il padre e lo stesso sovrano.
William Carey morì il 22 giugno 1528 durante l'epidemia del cosiddetto sudore inglese; Enrico VIII prontamente concesse ad Anna Bolena la custodia del nipote Henry Carey, di appena due anni. Malgrado i legami familiari e la rapida ascesa della sorella avessero potuto permetterle di stringere un matrimonio vantaggioso, nel 1534 Maria diede scandalo sposando segretamente William Stafford, un gentiluomo di corte, figlio più giovane di Humphrey Stafford di Blatherwick (Northampton) che aveva incontrato a Calais durante un viaggio al seguito dei sovrani. 
Dal momento che William Stafford era solo il secondogenito e, malgrado una lontana parentela con Buckingham, non aveva origini nobiliari, tutto lascia supporre che si sia trattato di un matrimonio dettato unicamente da ragioni sentimentali, come peraltro la stessa Maria ammise successivamente in diverse lettere indirizzate al sovrano e al suo segretario Thomas Cromwell:
L'unione rimase segreta fino a quando Maria non fu costretta a renderla pubblica di fronte a una nuova gravidanza.
Tutta la sua famiglia, insignita di nuove nobiltà grazie al matrimonio tra Anna e il re d'Inghilterra, e consapevole del proprio status, reagì con sdegno e Maria e il marito furono allontanati dalla corte.

### L'esilio in campagna e la morte
La vita di Maria tra il 1534 e il 1536, anno dell'esecuzione di sua sorella, è difficile da ricostruire. Sembra che la donna abbia risieduto insieme al marito a Rochford, nell'Essex, nella tenuta di famiglia, ereditata nel 1538 alla morte dei genitori. Nonostante numerosi romanzi e film abbiano ricamato sul tema, Maria non andò mai a fare visita alla sorella Anna durante la sua prigionia nella Torre, né visitò il fratello Giorgio, anche lui condannato a morte. Non vi è alcuna prova che abbia cercato di intercedere per loro presso il re, ma è anzi probabile che, come lo zio, il duca di Norfolk, abbia ritenuto più saggio evitare di associarsi alla disgrazia dei propri parenti.
È da supporre che Maria Bolena abbia condotto una vita appartata presso la tenuta di Rochford fino alla morte, avvenuta il 19 luglio 1543, a poco più di quarant'anni, un'età per l'epoca già avanzata. Venne sepolta nella Chiesa di San Pietro a Hever, nel Kent.
I suoi figli non furono esenti da quel favore reale che tanto a lungo la sua famiglia aveva ricercato. Sua figlia Catherine, da adolescente, fu nominata cameriera d'onore di Anna di Clèves, quarta moglie di Enrico VIII. Nel 1540 fece un buon matrimonio sposando Francis Knollys, noto membro della corte di Enrico. Catherine divenne anche una delle amiche più intime della cugina Elisabetta I. Henry Carey, la cui paternità è stata oggetto di tante speculazioni, fu nominato Signore di Hunsdon durante il regno di Elisabetta I e di quest'ultima fu Lord Ciambellano.

## Matrimoni e discendenza
Maria Bolena contrasse due matrimoni e mise al mondo due figli certi.
Il 4 febbraio 1520 sposò William Carey (1495 - 22 giugno 1528). Dall'unione, o forse dal legame con Enrico VIII, nacquero:
- Catherine Carey (1524 ca. - 15 gennaio 1568), dama d'onore di Anna di Clèves e Caterina Howard, sposò Sir Francis Knollys. Divenne poi dama di corte di sua cugina Elisabetta I. Una delle sue figlie, Lettice Knollys, divenne moglie di Robert Dudley, favorito di Elisabetta.
- Henry Carey (4 marzo 1526 - 23 luglio 1596), primo Barone di Hunsdon, che divenne primo consigliere e cortigiano alla corte della regina Elisabetta.

Nel 1534 sposò in seconde nozze William Stafford (m. 5 maggio 1556). Sebbene non certo, da questo matrimonio potrebbe aver avuto altri due figli:
- Edward Stafford (1535 - 1545)
- Anna Stafford (n. 1536)

## Letteratura, cinema e televisione
Il cinema e la letteratura e anche la televisione si sono occupati della storia di Maria Bolena, sebbene spesso orientati verso le vicende della ben più nota sorella Anna Bolena.

### Letteratura
Versioni romanzate del personaggio compaiono nei seguenti romanzi:
- The Secret Diary of Anne Boleyn, di Robin Maxwell
- I, Elizabeth, di Rosalind Miles
- The Rose of Hever, di Maureen Peters
- The Lady in the Tower, di Jean Plaidy
- Mistress Anne, di Norah Lofts
- The Concubine, di Norah Lofts
- Anne Boleyn, di Evelyn Anthony
- Dear Heart, How Like You This?, di Wendy J. Dunn
- Brief Gaudy Hour, di Margaret Campbell Barnes
- Young Royals: Doomed Queen Anne, di Carolyn Meyer

Tre sono invece i romanzi nei quali Maria svolge un ruolo da protagonista:
- Court Cadenza, di Aileen Armitage (ripubblicato col titolo The Tudor Sisters)
- The Last Boleyn di Karen Harper
- L'altra donna del re, di Philippa Gregory, un bestseller che non ha mancato di suscitare reazioni da parte degli storici, che vi hanno rintracciato imprecisioni e inesattezze.

### Cinema
- Nel 1969 è uscito Anna dei mille giorni (Anne of the Thousand Days) del regista Charles Jarrott, dove Maria Bolena è interpretata da Valerie Gearon.
- Nel 2008 è stata fatta una trasposizione cinematografica del libro L'altra donna del re della scrittrice Philippa Gregory. Il film omonimo è interpretato da Scarlett Johansson nel ruolo di Maria, Natalie Portman in quello di Anna ed Eric Bana nei panni di Enrico VIII.

### Televisione
- Nel gennaio 2003 la BBC ha mandato in onda uno sceneggiato televisivo dal titolo The Other Boleyn Girl, in cui il ruolo di Maria era interpretato da Natascha McElhone.
- Nel 2007 il personaggio di Maria Bolena è stato inoltre portato sul piccolo schermo da Perdita Weeks nella serie televisiva americana The Tudors.
- Nel 2015 l'attrice Charity Wakefield ha recitato nel ruolo di Maria nella serie Wolf hall

## Ascendenza
|                                      |                                |                                    | Genitori                         |  |  | Nonni |  |  | Bisnonni        |  |  | Trisnonni       |  |
|                                      |                                |                                    |                                  |  |  |       |  |  | Geoffrey Boleyn |  |  | Geoffrey Boleyn |  |
|                                      |                                |                                    |                                  |  |  |       |  |  | Geoffrey Boleyn |  |  | Geoffrey Boleyn |  |
|                                      |                                | Alice Bracton                      |                                  |  |  |       |  |  | Geoffrey Boleyn |  |  |                 |  |
| William Boleyn                       |                                |                                    |                                  |  |  |       |  |  | Geoffrey Boleyn |  |  |                 |  |
|                                      |                                | Anne Hoo                           | Thomas Hoo, I barone Hoo         |  |  |       |  |  |                 |  |  |                 |  |
|                                      |                                | Anne Hoo                           | Thomas Hoo, I barone Hoo         |  |  |       |  |  |                 |  |  |                 |  |
|                                      |                                | Anne Hoo                           | Elizabeth Wychingham             |  |  |       |  |  |                 |  |  |                 |  |
| Thomas Boleyn, I conte del Wiltshire |                                | Anne Hoo                           |                                  |  |  |       |  |  |                 |  |  |                 |  |
|                                      |                                | Thomas Butler, VII conte di Ormond | James Butler, IV conte di Ormond |  |  |       |  |  |                 |  |  |                 |  |
|                                      |                                | Thomas Butler, VII conte di Ormond | James Butler, IV conte di Ormond |  |  |       |  |  |                 |  |  |                 |  |
|                                      |                                | Thomas Butler, VII conte di Ormond | Joan de Beauchamp                |  |  |       |  |  |                 |  |  |                 |  |
| Margaret Butler                      |                                | Thomas Butler, VII conte di Ormond |                                  |  |  |       |  |  |                 |  |  |                 |  |
|                                      |                                | Anne Hankford                      | Richard Hankford                 |  |  |       |  |  |                 |  |  |                 |  |
|                                      |                                | Anne Hankford                      | Richard Hankford                 |  |  |       |  |  |                 |  |  |                 |  |
|                                      |                                | Anne Hankford                      | Anne Montacute                   |  |  |       |  |  |                 |  |  |                 |  |
| Mary Boleyn                          |                                | Anne Hankford                      |                                  |  |  |       |  |  |                 |  |  |                 |  |
|                                      | John Howard, I duca di Norfolk | Robert Howard                      |                                  |  |  |       |  |  |                 |  |  |                 |  |
|                                      | John Howard, I duca di Norfolk | Robert Howard                      |                                  |  |  |       |  |  |                 |  |  |                 |  |
|                                      | John Howard, I duca di Norfolk | Margaret de Mowbray                |                                  |  |  |       |  |  |                 |  |  |                 |  |
| Thomas Howard, II duca di Norfolk    | John Howard, I duca di Norfolk |                                    |                                  |  |  |       |  |  |                 |  |  |                 |  |
|                                      |                                | Katherine de Moleyns               | William de Moleyns               |  |  |       |  |  |                 |  |  |                 |  |
|                                      |                                | Katherine de Moleyns               | William de Moleyns               |  |  |       |  |  |                 |  |  |                 |  |
|                                      |                                | Katherine de Moleyns               | Anne Whalesborough               |  |  |       |  |  |                 |  |  |                 |  |
| Elizabeth Howard                     |                                | Katherine de Moleyns               |                                  |  |  |       |  |  |                 |  |  |                 |  |
|                                      |                                | Frederick Tilney                   | Philip Tilney                    |  |  |       |  |  |                 |  |  |                 |  |
|                                      |                                | Frederick Tilney                   | Philip Tilney                    |  |  |       |  |  |                 |  |  |                 |  |
|                                      |                                | Frederick Tilney                   | Isabel Thorpe                    |  |  |       |  |  |                 |  |  |                 |  |
| Elizabeth Tilney                     |                                | Frederick Tilney                   |                                  |  |  |       |  |  |                 |  |  |                 |  |
|                                      |                                | Elizabeth Cheney                   | Lawrence Cheney                  |  |  |       |  |  |                 |  |  |                 |  |
|                                      |                                | Elizabeth Cheney                   | Lawrence Cheney                  |  |  |       |  |  |                 |  |  |                 |  |
|                                      |                                | Elizabeth Cheney                   | Elizabeth Cockayne               |  |  |       |  |  |                 |  |  |                 |  |
|                                      |                                | Elizabeth Cheney                   |                                  |  |  |       |  |  |                 |  |  |                 |  |